# 美しい水の祭典
『美しい水の祭典』（うつくしいみずのさいてん、フランス語: Fête des belles eaux）は、オリヴィエ・メシアンが1937年に作曲した6台のオンドマルトノのための音楽作品。同年のパリ万国博覧会のイベント用に作曲された。演奏時間は約30分。

## 概要

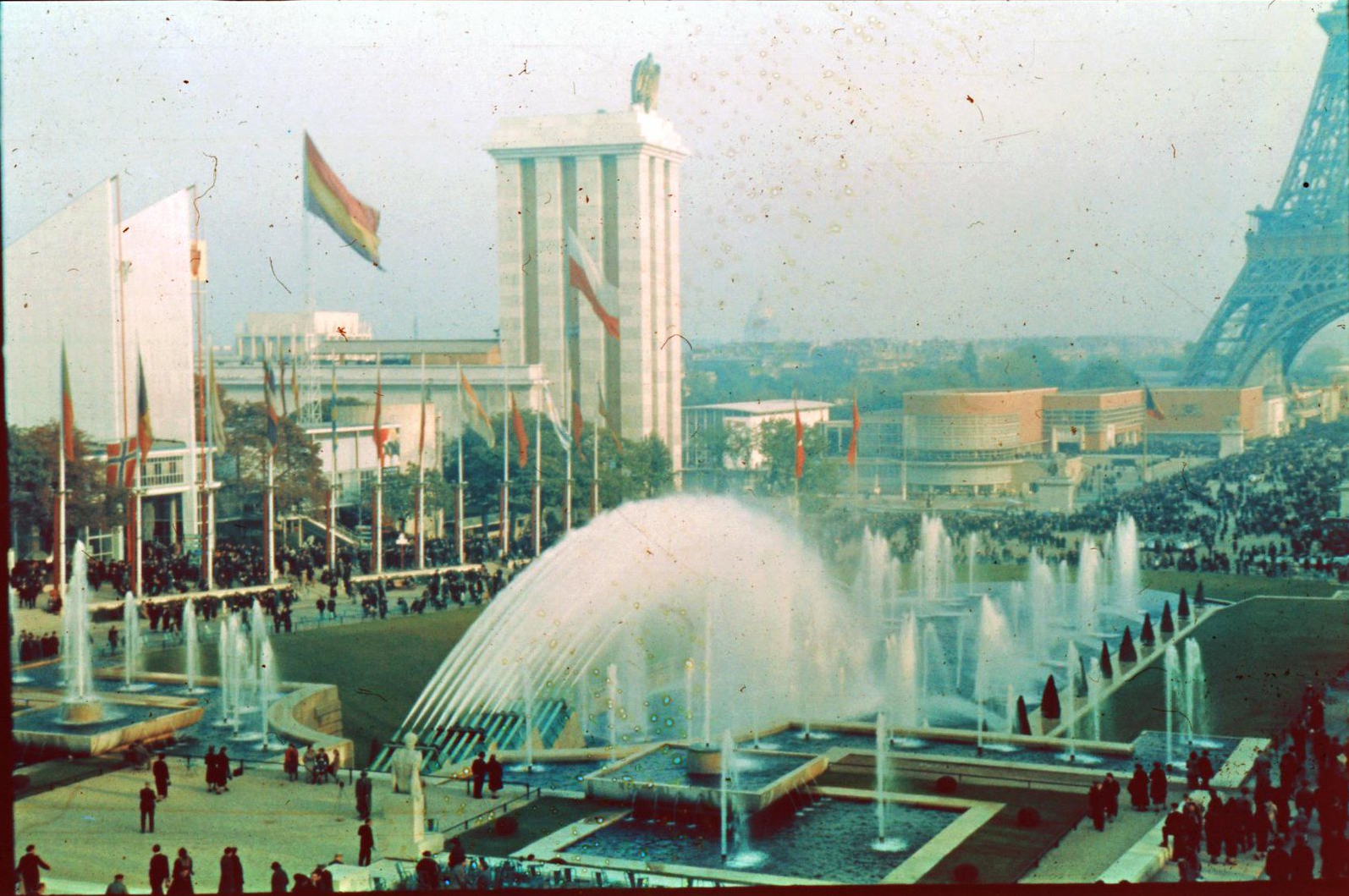
万博中のトロカデロ広場。背後に多数のパヴィリオンとエッフェル塔が見える

1937年のパリ万国博覧会の出し物として、セーヌ河畔で音と水と光のスペクタクルである「光の祭典」があった。これはセーヌ川の水を利用して巨大な噴水を上げ、シャイヨ宮・トロカデロ広場・エッフェル塔および多くのパヴィリオンを光で照らし、エッフェル塔の上に花火を打つというものだった。
このイベントのため、パリ市は複数の作曲家に音楽を委嘱し、最終的に18人の作曲家による作品が使用された。メシアン以外の作曲家はオンド・マルトノをオーケストラとともに使用したが、メシアンのみはオンド・マルトノのみの六重奏曲という編成で作曲した。
曲はあらかじめ録音され、実際のイベントではSPレコードで再生したものがスピーカーで増幅して流された。1937年7月25日のイベントで初演され、9月12日と10月3日にも再演された。
メシアンはこの曲を急いで書いたものとしてあまり評価しなかったが、この曲の中のひとつのパッセージは後に『世の終わりのための四重奏曲』の中でチェロとピアノのための「イエスの永遠性に賛美」として再利用された。後にメシアンはこのパッセージについて水を神の恩寵と永遠性の象徴とするものと言い、ヨハネによる福音書4章14節の「私が与える水はその人の内で泉となり、永遠の命に至る水が湧き出る。」を引用している。
後にジャンヌ・ロリオ率いるオンド・マルトノ六重奏団によって再演された。
楽譜は1938年にブリュッセルの『La revue internationale de musique』誌の創刊号附録として『世の終わりのための四重奏曲』に使用された箇所が掲載された以外は未出版だったが、2003年になってルデュック社から出版された。

## 構成
8曲から構成されるが、連続して演奏される。
1. はじめのロケット花火 Premières fusées - 短い合奏部分と独奏によるカデンツァ風の旋律が交替する。
2. 水 L'eau - 下降してくるスタッカートの旋律とレガートの旋律が交替する。最後にカデンツァが置かれる。
3. ロケット花火 Les fusées - 四重奏による高速な曲で、フガート的な対位法を駆使した箇所がある。
4. 水 L'eau - カデンツァの後に有名なパッセージが四重奏で演奏される（非常に遅く、夢みるように(Très lent et rêveur)という速度指示あり）。
5. 花火 Les fusées - 第3曲の旋律が戻ってくる。
6. 水（その高さが最高の時に）L'eau (à son maximum de hauteur) - 第4曲の旋律が再現し、6台すべてが同時に演奏する。2・3番のオンド・マルトノは高音で鈴の音のような不思議な音型をくり返す。
7. 水とロケット花火の共演 Superposition de l'eau et des fusées - 第2曲の旋律が再現するが、1番はカデンツァ風の曲を演奏する。
8. さいごの花火 Feu d'arifice final - 独奏による速い上下する音型と、陽気で軽快な曲が交替する。

## 録音
特殊な編成のために録音はあまり多くないが、1962年と1980年にジャンヌ・ロリオのオンド・マルトノ六重奏団によるアルバムが出ている。2008年にはカナダのモントリオール・オンド・マルトノ・アンサンブルがCDを出した。原田節には一人で多重録音したCDがあるが、コンサート会場でのみ販売され、市販されていない。

## 使用
2017年にパリのシャイヨ宮の国立劇場で上演された勅使川原三郎とアンサンブル・アンテルコンタンポランによる『フレキシブル・サイレンス』では、武満徹の諸作品ととともに「美しい水の祭典」が使用されている。